# Khoa tiết niệu
Khoa tiết niệu là ngành y khoa tập trung vào giải phẫu và bệnh học trên hệ tiết niệu nam và nữ, và hệ sinh dục nam. 
Các cơ quan thuộc lĩnh vực tiết niệu bao gồm thận, tuyến thượng thận, niệu quản, bàng quang, niệu đạo, và các cơ quan sinh dục nam (tinh hoàn, tinh hoàn, vas deferens, túi tinh, tuyến tiền liệt và dương vật).
Các tuyến đường tiết niệu và sinh sản có liên quan chặt chẽ, và rối loạn của một thường ảnh hưởng đến bộ phận khác. Do đó, một phổ chính của các điều kiện quản lý trong tiết niệu tồn tại dưới lĩnh vực rối loạn sinh dục. Hệ thống tiết niệu kết hợp việc quản lý các điều kiện y tế (chẳng hạn như không phẫu thuật), chẳng hạn như nhiễm trùng đường tiểu và tăng sản tuyến tiền liệt lành tính, với việc quản lý các điều kiện phẫu thuật như ung thư bàng quang hoặc ung thư tuyến tiền liệt, sỏi thận, bất thường bẩm sinh, chấn thương chấn thương và không kiềm chế stress.
Đường tiết niệu và sinh sản có mối liên hệ chặt chẽ với nhau và các rối loạn của một đường thường ảnh hưởng đến đường kia. Do đó, một loạt các tình trạng được quản lý trong khoa tiết niệu nằm trong phạm vi rối loạn sinh dục. Khoa tiết niệu kết hợp việc quản lý các tình trạng bệnh lý (tức là không phẫu thuật), chẳng hạn như nhiễm trùng đường tiết niệu và tăng sản tuyến tiền liệt lành tính, với việc quản lý các tình trạng phẫu thuật như bàng quang hoặc ung thư tuyến tiền liệt, sỏi thận, dị tật bẩm sinh, chấn thương và són tiểu do căng thẳng.
Các kỹ thuật tiết niệu bao gồm xâm lấn tối thiểu robot và phẫu thuật nội soi, phẫu thuật có sự hỗ trợ của laser và các thủ thuật theo hướng dẫn trong phạm vi khác. Bác sĩ tiết niệu được đào tạo về các kỹ thuật phẫu thuật mở và xâm lấn tối thiểu, sử dụng hướng dẫn siêu âm thời gian thực, thiết bị nội soi sợi quang và nhiều loại laser khác nhau trong điều trị nhiều tình trạng lành tính và ác tính. Tiết niệu có liên quan chặt chẽ với (và các bác sĩ tiết niệu thường cộng tác với các bác sĩ của) ung thư, thận học, phụ khoa, nam khoa, phẫu thuật nhi khoa, phẫu thuật đại trực tràng, tiêu hóa và nội tiết.
Khoa tiết niệu là một trong những chuyên khoa phẫu thuật có tính cạnh tranh cao nhất và được tìm kiếm nhiều nhất đối với bác sĩ, với các bác sĩ tiết niệu mới chỉ chiếm chưa đến 1,5% sinh viên tốt nghiệp trường y của Hoa Kỳ mỗi năm.

## Danh sách chủ đề tiết niệu
- U xơ tuyến tiền liệt
- Ung thư bàng quang
- Nhiễm trùng đường tiết niệu
- Viêm bàng quang
- Phát triển cơ quan tiết niệu và sinh sản
- Viêm mào tinh hoàn
- Rối loạn cương dương
- Viêm bàng quang kẽ
- Ung thư thận
- Sỏi thận
- Cấy ghép thận
- Bệnh Peyronie
- Hội chứng bệnh sau cực khoái
- Ung thư tuyến tiền liệt
- Viêm tuyến tiền liệt
- Ghép nối
- Chụp bể thận ngược dòng
- Niệu quản ngược dòng
- Ung thư tinh hoàn
- Thắt ống dẫn tinh